# توماس ساس
توماس ساس (انگلیسی: Thomas Szasz؛ ۱۵ آوریل ۱۹۲۰ - ۸ سپتامبر ۲۰۱۲) روانپزشک و روانکاو مجاری-آمریکایی بود.

## زندگی‌نامه
توماس استفان ساس (با تلفظ سَس یا زَس)، متولد ۱۵ آوریل ۱۹۲۰ در بوداپست مجارستان است، که در ۱۹۳۸ به ایالات متحده آمریکا مهاجرت کرد و در ۱۹۴۴ تبعیت آنجا را پذیرفت. وی در سال ۱۹۴۱ موفق به کسب مدرک لیسانس با درجه ممتاز در فیزیک شد و در ۱۹۴۴ مدرک دکترای پزشکی خود را از دانشگاه سینسیناتی و در۱۹۵۰ گواهینامه روانکاوی‌اش را از انستیتوی شیکاگو اخذ کرد و در ۱۹۶۲ صاحب کرسی استادی دانشگاه ویسکانسین شد. ساس در کمیته‌ها و انجمن‌های علمی بسیاری عضویت داشته‌است که می‌توان به موارد زیر اشاره کرد:
عضو کمیته ملی ممتحنین پزشکی (۱۹۴۵)، عضو کمیته عصب‌شناسی و روانپزشکی آمریکا (۱۹۵۱)، روانکاو انستیتو شیکاگو، کرسی استادی روانپزشکی در مرکز پزشکی، کرسی استادی دانشگاه ویسکانسین (۱۹۶۲)، عضویت در انجمن روانکاوی بین‌المللی، عضویت در آکادمی بین‌المللی قضایی روانشناسی، عضویت در انجمن روانپزشکان آمریکا و انجمن روانکاوی آمریکا و عضو افتخاری جامعه مارک توین است.

برخی از کتابهای مهم او عبارتند از:
- افسانۀ بیماری روانی: مبانی یک نظریه رفتار شخصی (The Myth of Mental Illness)

- جعلِ جنون: مطالعۀ تطبیقی تفتیش عقاید و جنبش سلامت روان (The Manufacture of Madness: A Comparative Study of the Inquisition and the Mental Health Movement)

- اسکیزوفرنی: نماد مقدس روانپزشکی (Schizophrenia: The Sacred Symbol of Psychiatry)

- طبی سازی زندگی روزمره (The Medicalization of Everyday Life)

- روانپزشکی: علم دروغ ها (Psychiatry: The Science of Lies)
- گناه دوم (The Second Sin)

ترجمه به فارسی:
- کتاب: گناه دوم (تاملاتي دلنشين در روانشناسي)، مترجم: حسين نير، ناشر: فاخته

- مقاله: اسطورۀ بیماری روانی، مترجم: علیرضا منصوری؛ سعیده سلیمانی؛ مجله روش شناسی علوم انسانی، زمستان 1383، ش41